# Римський легіон

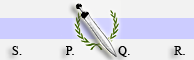
Напис, який зображали на штандартах римських легіонів. Абревіатуру див.SPQR

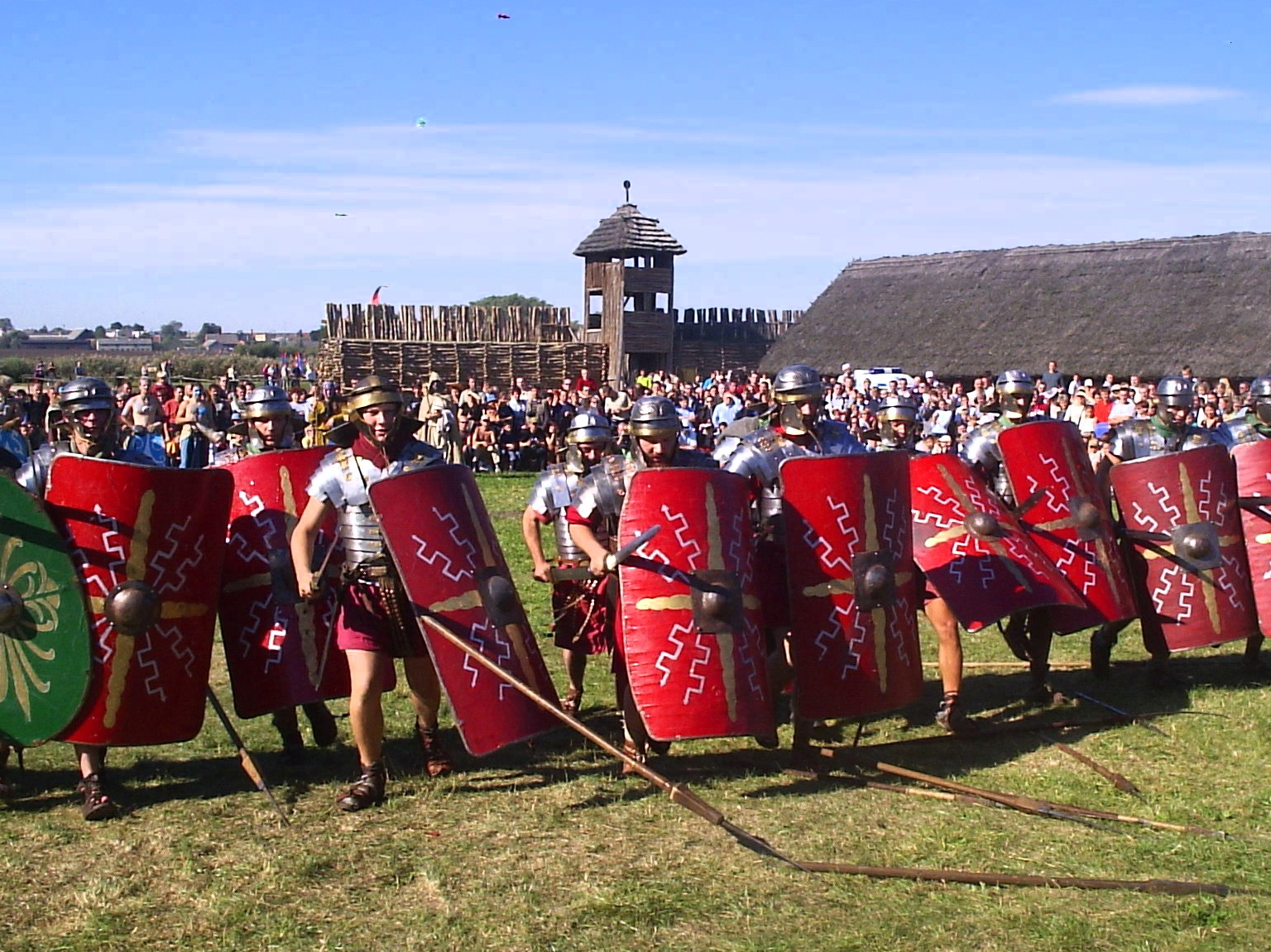
Римська піхота (сучасна реконструкція)

Розташування легіонів у Римській імперії на 125 рік.

Легіо́н (лат. legio, від слів lego та legere — «збираю», «набираю») — основна військова організаційна одиниця в армії Стародавнього Риму. Залежно від епохи (царська, республіканська, імперська) структура легіону, його організація управління, чисельність, представництво особового складу, озброєння та екіпіровка, тактика і навіть зміст самого поняття «легіон» дуже різнилися.
Легіон складався з 5—6 тисяч (у пізніші періоди — до 8 тисяч) піхотинців і декількох сотень вершників. Кожен легіон мав свій номер і назву. За письмовими джерелами, які збереглися, ідентифіковано приблизно 50 різних легіонів.
На чолі легіону в період Римської республіки стояв військовий трибун, в період Римської імперії — легат.

## Історія
У епоху римського царства легіоном називалося все римське військо, що було ополченням чисельністю близько 3 тисяч піхотинців і 300 вершників з числа заможних громадян (locupletes), що збиралися лише під час війни або для військового навчання. Легіони поділялись на два призови: juniores (від 17 до 46 років), які складали діючу міліцію, і seniores (47—60 років), тобто запас.
Тип організації: племінне ополчення, що пропорційно формувалося із складу основних родів (курій) за десятковим принципом (кожен рід виставляв 100 піхотинців — центурію і 10 вершників — всього 3300 чоловіків); кожним загоном ополчення в 1000 легіонерів командував трибун (від «триба»).

### ЛегіонСервія Тулія(VI століття до н. е.)

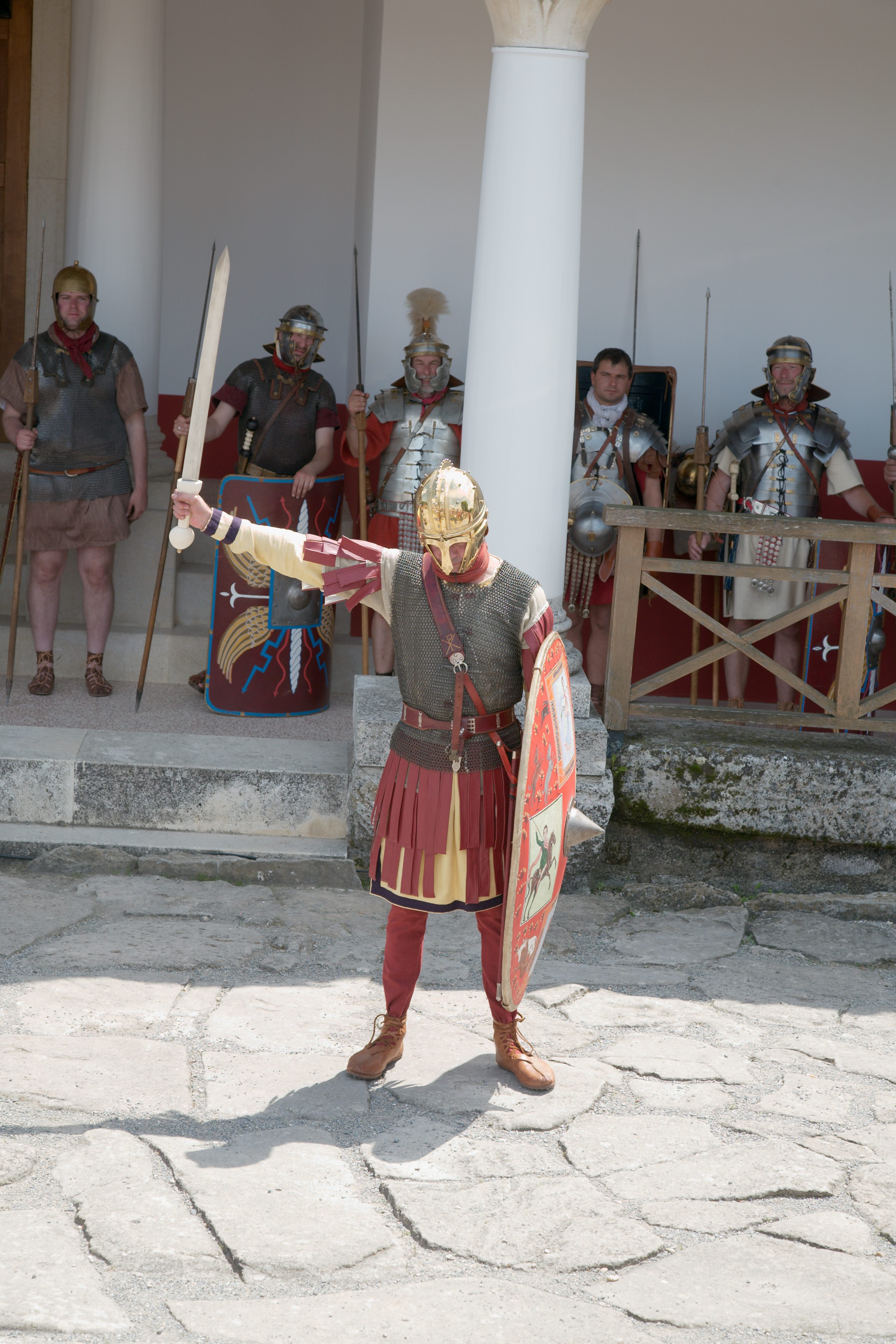
Легіонер IV ст. н. е.

Організація: майновий ценз і поділ за віком (старші перебували в резервах і гарнізонах), загальний військовий обов'язок для громадян, вище командування — два військові трибуни.
Тактика: основне шикування фалангою з кіннотою на флангах і легкою піхотою поза строєм.
Озброєння: 1 і 2 ряд бойового порядку — найзаможніші — бронзовий панцир, шолом, круглий щит, поножі, меч, спис, дротик, подальші ряди (всього 6) мають дедалі легше озброєння.
У 5-4 ст. до н. е. число легіонів збільшилося до 2-4 і більше.
З початку 4 ст. до н. е. воїнам було встановлено невелику плату.
Легіон налічував 3000 важких піхотинців (принципи, гастати, триарії), 1200 легких піхотинців (веліти) і 300 кіннотників.
Різні категорії комплектувалися різними майновими класами римських громадян і мали різне озброєння.
Важка піхота ділилася на 30 тактичних підрозділів — маніпул (по 60-120 воїнів, що становили 2 центурії), до яких додавалися веліти.
На чолі легіонів у період республіки стояв трибун, в період імперії — легат.
В кінці 2 ст. до н. е. Гай Марій скасував відмінність в озброєнні важкої піхоти і комплектуванні різних категорій воїнів і змінив організацію легіонів, з'єднавши кожні 3 маніпули в когорту.
У зв'язку з розоренням вільного селянства була скасована військова повинність, солдатам було збільшено плату, і римська армія стала професійною найманою армією.
При імператорі Августі число легіонів досягло 75, до кінця його правління скоротилося до 25, але чисельність воїнів у легіоні було збільшено до 7 тисяч. Легіонам були присвоєні номери і різні найменування, кожен легіон мав «прапор» — аквілу (лат. aquila, буквально — «орел») — срібну фігуру орла на жердині.
При розділі Римської імперії (кінець 4 століття) в Східній імперії було 70, в Західній — 63 легіони.
Назва «легіон» вживалася в 16-20 ст. для різних військових формувань у Франції, Великій Британії, Німеччині, Польщі, Росії.

## Офіцери легіону

### Старші офіцери
- Легат легіону (лат. legatus legionis) — командир легіону. На цей пост імператор зазвичай призначав колишнього трибуна на три-чотири роки, але легат міг займати свою посаду і набагато довше. У провінціях, де був розквартирований один легіон, легат одночасно був губернатором провінції. Там, де перебувало кілька легіонів, у кожного з них був свій легат, і всі вони знаходилися під загальним командуванням у губернатора провінції.

- Трибун латиклавій (лат. tribunus laticlavius) — головний військовий трибун. Назва посади пов'язана з тим, що вони носили туніку з двома широкими пурпуровими смугами (tunica lāticlāvia), яку належало мати чиновникам сенаторського рангу. Цього трибуна до легіону призначав імператор або сенат. Зазвичай він був молодий і мав менше досвіду, ніж військові трибуни (див. нижче), проте посада його була другою за старшинством в легіоні, відразу після легата.

- Префект табору (лат. praefectus castrorum) — третій за старшинством пост у легіоні. Зазвичай його займав виходець із солдатів-ветеранів, який отримав підвищення і раніше посідав посаду центуріона.

- Трибун ангустиклавій (лат. tribunus angusticlavius) — військовий трибун (на відміну від трибуна латиклавія). У кожному легіоні було п'ять військових трибунів із стану вершників. Найчастіше, це були професійні військові, які виконували високі адміністративні посади у легіоні, а під час бойових дій могли командувати легіоном. Їм належало мати туніки з вузькими пурпуровими смугами (tunica angusticlavia), звідки й походить назва посади.

- Приміпіл (лат. primus pilus) — найвищий за рангом центуріон легіону, що стоїть на чолі першої подвійної центурії. У І-ІІ ст. н. е., звільнюючись з військової служби, приміпіл входив до стану вершників і міг досягти високої посади. Назва дослівно означає «перша шеренга». Через схожість слів лат. pilus («шеренга») і лат. pilum («пілум», «метальний спис»), термін іноді неправильно перекладають як «центуріон першого списа».

### Середні офіцери
- Центуріон або сотник (centurio). У кожному легіоні було 59 центуріонів, кожен з яких командував центурією. Центуріони були основою професійної римської армії. Це були професійні воїни, які жили повсякденним життям своїх підлеглих-солдатів, а в ході бою командували ними. Зазвичай цей пост отримували солдати-ветерани, проте центуріоном можна було стати і з безпосереднього указу імператора чи іншого високопосадовця. Когорти мали нумерацію з першої по десяту, а центурії всередині когорт — з першої по шосту (при цьому в першій когорті було лише п'ять центурій, але перша центурія була подвійна) — таким чином, у легіоні було 58 звичайних центуріонів і один центуріон-пріміпіл. Номер центурії, якою командував кожен центуріон, безпосередньо відповідав його стану в легіоні, тобто найвищий стан займав центуріон першої центурії першої когорти, а найнижчий — центуріон шостої центурії десятої когорти. П'ять центуріонів першої когорти звалися primi ordines («перші ряди»). У кожній когорті центуріон першої центурії йменувався pilus prior («фронтова шеренга»).

### Молодші офіцери
- Опціон (optio) — заступник центуріона. Опціон заміняв центуріона в бою в разі його поранення. Вибирався центуріоном зі своїх солдатів.
- Тесерарій (tesserarius) — помічник опціона. До його обов'язків входили організація варт і передача паролів. Була лише одна посада тесерарія у кожній центурії.
- Аквіліфер (aquilifer) — прапороносець легіону. Надзвичайно важливий і престижний пост, пов'язаний з носінням та охороною прапора легіона — аквіли (дослівний переклад назви — «той, що несе орла»). Втрата прапора вважалася жахливим безчестям — у цьому разі легіон розформовували. Якщо орла відбивали назад, легіон заново формували з тим же ім'ям і номером. Наступний крок вгору по службових сходах — центуріон.
- Сигніфер (signifer) — прапороносець центурії. Кожна центурія мала свого сиґніфера, який ніс бойовий значок центурії — сигнум (signum), що являв собою держак списа, прикрашений медальйонами. Нагорі древка поміщалися зображення відкритої долоні (manus) і символ центурії. Поряд з цим сиґніфер був скарбником центурії, який відповідав за виплату платні солдатам і збереження їхніх заощаджень.
- Декан або десятник (decanus) — командир 10 солдатів, які жили в одному наметі (контубернія).
- Корніцен (cornicen) — трубач, сурмач, що грав на мідному розі — корну (cornu). Знаходилися поряд з прапороносцем, віддаючи команди на збір до місця призначення і передавали солдатам накази командира сигналами рога.
- Тубіцен (tubicen) — трубач, який грав на тубі (tuba), інструменті у вигляді мідної або бронзової трубки. Тубіцени при легаті легіону закликали воїнів до атаки або трубили відступ.
- Буцинатор (bucinator) — трубач, який грав на буцині.
- Імагініфер (imaginifer) — прапороносець імператорського штандарта. Ніс корогву із зображенням імператора, який служив постійним нагадуванням про вірність війська імператору.
- Вексилярій (vexillarius) — прапороносець, який ніс прапор-вексилум. Окрім того «вексиляріями» звали легіонерів-ветеранів, які поверталися на службу, а також солдатів, тимчасово відряджених до інших частин (вони складали особливі підрозділи — вексиляції).

## Озброєння та спорядження легіонера

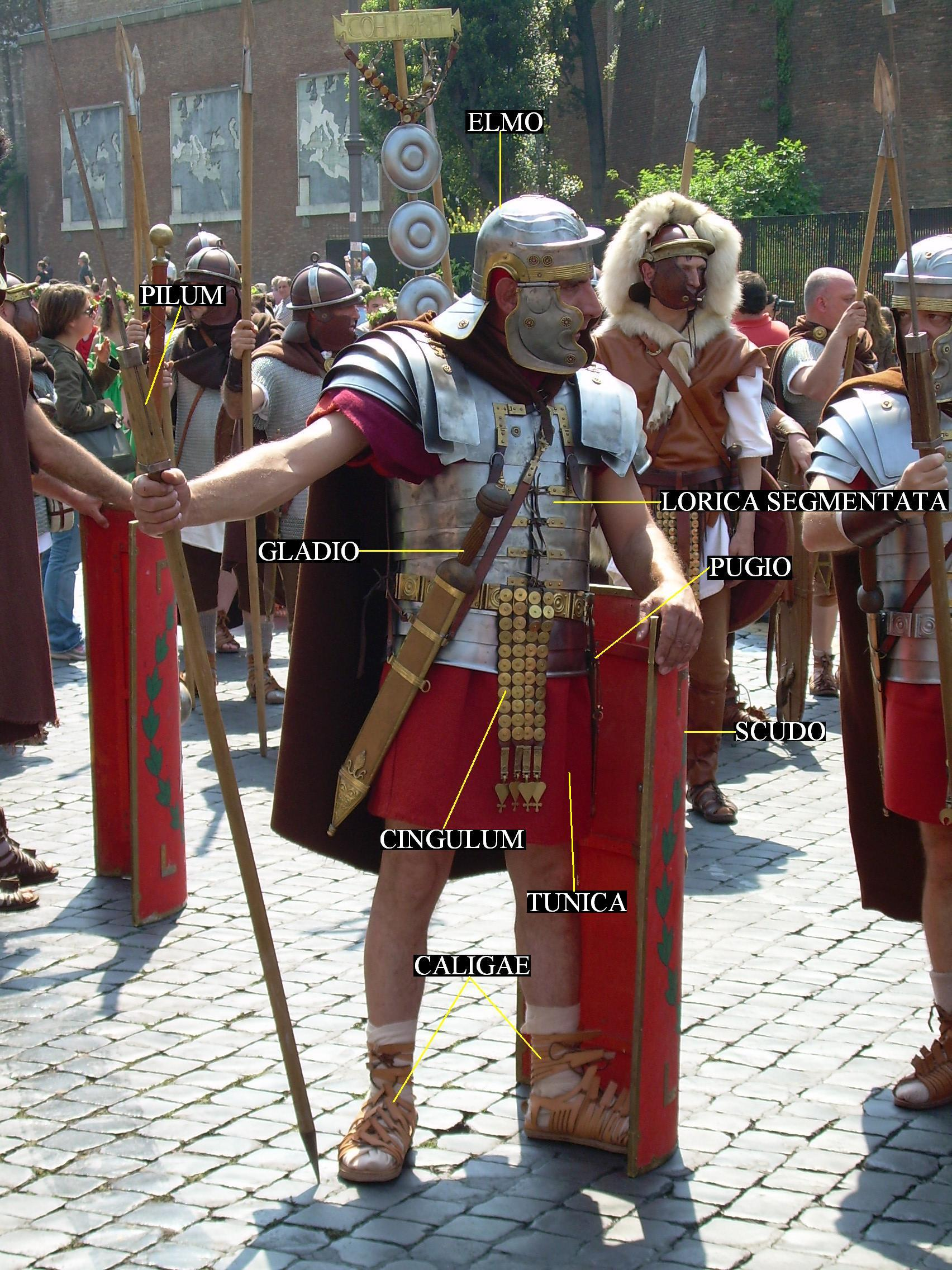
Озброєння та спорядження легіонера

Озброєння та обладунки легіонерів різнилися залежно від часу (Республіка, Імперія) та їхнього типу (гастати, принципи, тріарії). Загальний перелік елементів спорядження:
- Верхня сорочка-туніка (tunica) була дуже схожою на туніки мирних жителів. Могла бути полотняною, вовняною або шкіряною. Військові туніки довжиною сягали половини стегон, чим відрізнялися від тунік мирних жителів, які могли бути довшими. Колір був червоним або білим;
- Солдатський плащ (sagum). Плащі солдатів, як і плащі середніх та молодших командирів, були червоного кольору;
- Шолом (galea, cassis, cassida). У давньоримській армії були поширені шоломи типу «Монтефортіно», «Колю», «Імперський італьський» та «Імперський галльський». Під час походу шоломи переносили підвішеними до пояса;
- Панцир-лорика (lorica). У давньоримській армії спочатку використовувалися металеві анатомічні кіраси лорика мускулата, аналогічні давньогрецьким тораксам, згодом з'явилися кольчужні обладунки лорика гамата, які пізніше вийшли з ужитку у важкій піхоті та використовувалися лише вершниками і ауксиліаріями. Найвідомішим римським панциром є лорика сегментата з поперечних залізних смуг. Щодо «пірчастого» обладунку лорика плюмата, то він, через свою дороговизну, уживався лише воєначальниками.
- Птеруги (pteruges) — шкіряні смуги, які захищали стегна, утворюючи на них своєрідну «спідницю». Аналогічні «спіднички» знаходилися також на плечах;
- Портупея (cingulum) з перев'язом (balteus). Мала попереду металеві пластинки, що утворювали своєрідний фартух;
- Спис-пілум (pilum) або спис-гаста (hasta);

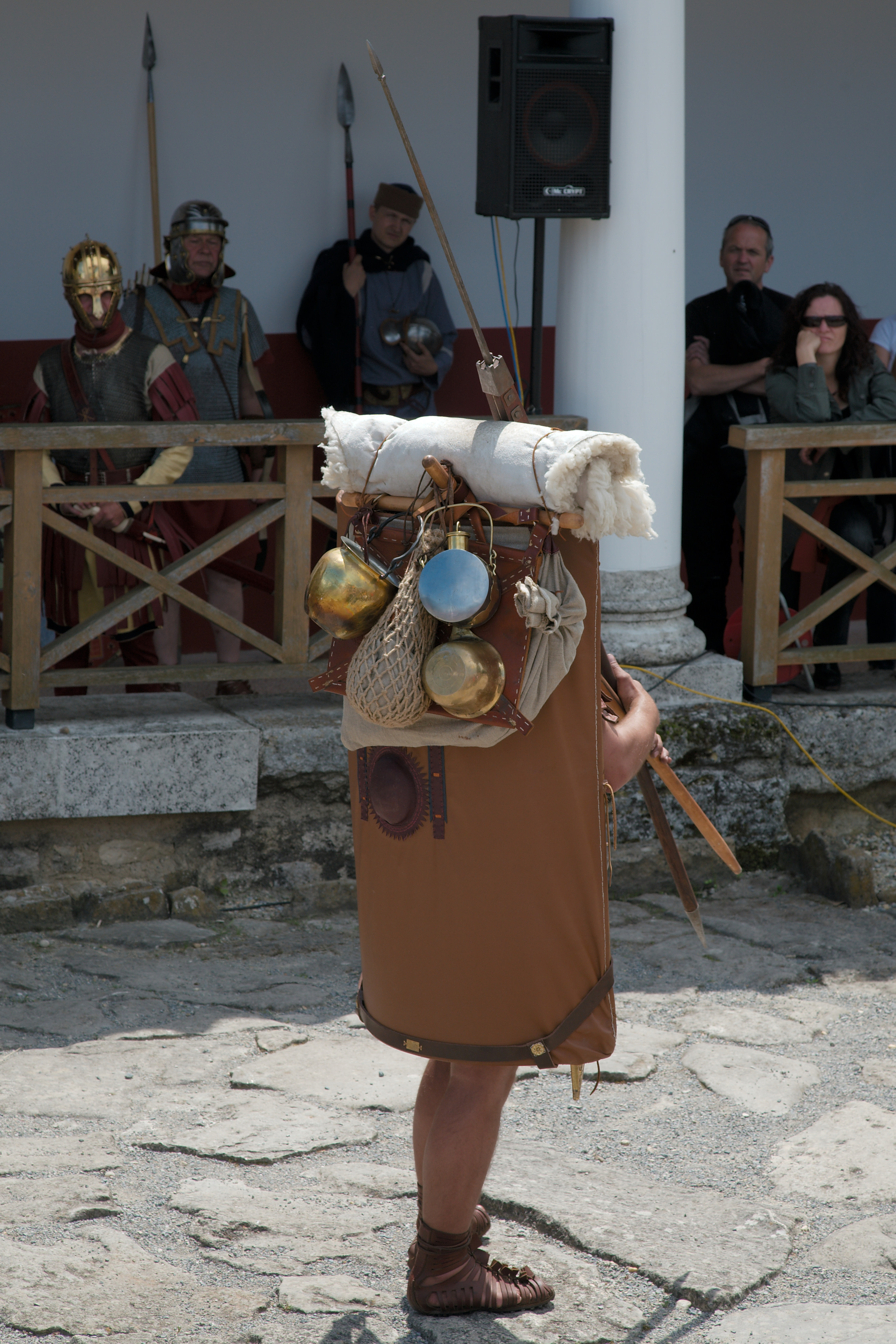
Перенесення вантажу легіонером за допомогою жердини-furca

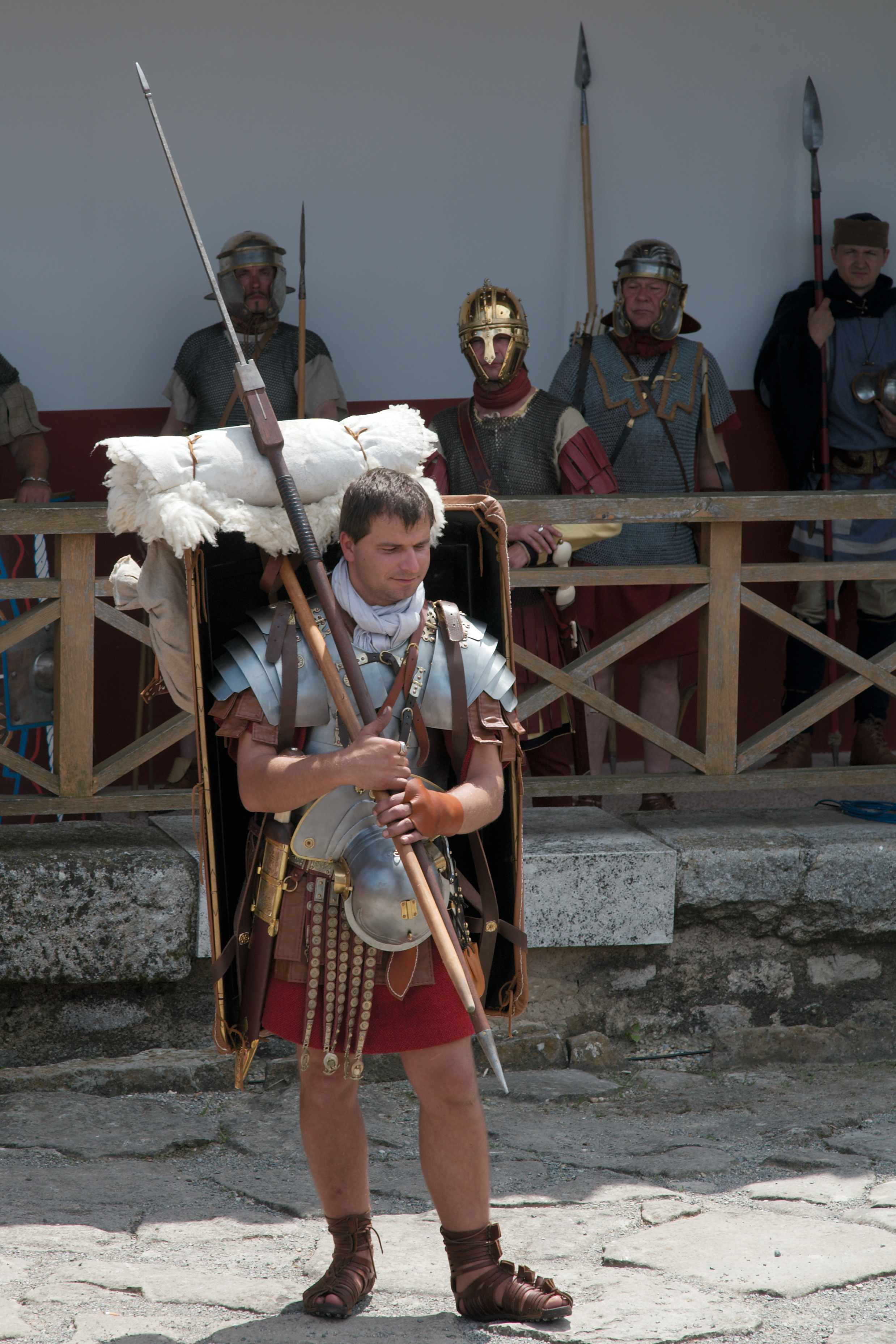
Легіонер з повною викладкою (impeditus). У руках — пілум і жердина-furca, за спиною скутум у чохлі, на поясі шолом. Сучасна реконструкція, фестиваль у Карнунті.

- Щит-скутум (scutum). У мирний час і на марші щит закривали шкіряним чохлом, щоб вберегти від висихання та намокання. Чохли мали номери та символіку легіонів. Для перенесення щитів на марші легіонери використовували два ремені, один з яких охоплював грудну клітку й праве передпліччя, другий — ліве плече на зразок лямки рюкзака. Прапороносці (сигніфери, аквіліфери, імагініфери, дуплікарії, вексиларії) та музиканти (буцинатори, корніцени, тубіцени) замість скутума мали круглий щит-парму;
- Меч-гладіус (gladius) у піхвах (vagina) на портупеї. Меч давньоримські легіонери носили з правого боку, бо уживання великого щита ускладнювало вихоплення меча з піхов під час бою. Гладіус часів Імперії був дещо довшим, ніж гладіус республіканського Риму;
- Кинджал-пугіо (pugio). Носився на портупеї з лівого боку;
- Чоботи-каліги (caligae). Солдатське взуття було більш схожим на мокасини (постоли);
- Шанцевий інструмент (кирка, лопата, мотика). Легіонерам доводилося нести на собі шанцевий інструмент, необхідний для облаштовування укріпленого табору-каструму;
- Жердина з перекладиною або розвилиною на кінці (furca). Призначалася для перенесення під час походу особистих речей, відомих під загальною назвою sarcina («поклажа», «укладка»). Використовування жердини дозволяло по тривозі швидко звільнитися від поклажі;
- Локулус (loculus) — шкіряна торба для особистих речей, переносилася за спиною прикріпленою до жердини;
- Речмішок (panarium). Переносився також на жердині;
- До інших елементів спорядження легіонера належали фляга для води (вина), казанок, скринька для дрібних речей, гаманець (його могли зберігати в умбоні щита), запас хліба на кілька днів. Легіонер з повною викладкою звався impeditus («обтяжений»), без вантажу — expeditus («напоготів»).